# La moglie di sua eccellenza (film 1921)
La moglie di sua eccellenza è un film italiano del 1921 diretto da Edoardo Bencivenga.